# Sister Act 2: Back in the Habit
Sister Act 2: Back in the Habit (Cambio de Hábito 2: Más locura en el convento en Hispanoamérica y Sister Act 2: De vuelta al convento en España), es una película de 1993, secuela de la exitosa comedia Sister Act de 1992. La película se rodó desde noviembre de 1992 hasta enero de 1993.
Disney está desarrollando una tercera película para su plataforma de streaming, Disney+, aún sin fecha de estreno.

## Argumento
La película comienza nuevamente con Deloris VanCartier en Las Vegas, ahora cantando en grandes espectáculos de un importante hotel de la ciudad. De improvisto, sus antiguas amigas del convento, Mary Patrick, Mary Robert y Mary Lazarus llegan a verle. Una vez que el espectáculo termina, estas le comentan que ahora han asumido un rol de profesoras en un colegio en la ciudad, ya que el gobierno no se hace responsable de él, y necesitan profesoras con urgencia. Después le dicen a Deloris que la Madre Superiora les ha ordenado llevarla de regreso a San Francisco, ya que se le necesita con urgencia. 
Al llegar a San Francisco, la Reverenda Madre, quien desde el intento de asesinato de Deloris que presenció, cambió con ella de actitud por completo, a tal grado de recibirla con los brazos abiertos, y pedirle que si deseaba apoyar un proyecto: ser maestra de música en la preparatoria.
Después de ser convencida, finalmente acepta y se convierte de nuevo en la hermana Mary Clarence.

## Reparto
- Whoopi Goldberg - Deloris Van Cartier / Hermana Mary Clarence
- Kathy Najimy - Hermana Mary Patrick
- Barnard Hughes - Padre Maurice
- Mary Wickes - Hermana Mary Lazarus
- James Coburn - Sr. Crisp
- Michael Jeter - Padre Ignatius
- Wendy Makkena - Hermana Mary Robert
- Sheryl Lee Ralph - Florence Watson
- Robert Pastorelli - Joey Bustamente
- Thomas Gottschalk - Padre Wolfgang
- Maggie Smith - Reverendo Mother
- Lauryn Hill - Rita Watson
- Brad Sullivan - Padre Thomas
- Alanna Ubach - María
- Ryan Toby - Ahmal
- Ron Johnson - Sketch
- Tyse Saffuri - Choir
- Jennifer Love Hewitt - Margaret
- Devin Kamin - Frankie
- Christian Fitzharris - Tyler Chase
- Tanya Blount - Tanya
- Mehran Marcos Sedghi - Marcos

## Recepción
A comparación de su predecesora, Sister Act 2 recibió malas reseñas por parte de la crítica, IMDb le otorgó una calificación de 5.6/10 pues afirmaban que era "un intento obsoleto por recuperar la magia de la primera cinta". Rotten Tomatoes le dio un 7% de aprobación, según sus críticos "Dos viajes al convento son demasiados".
Sin embargo, por parte del público las opiniones eran positivas y/o mixtas, pues unos la consideraban mejor que la anterior, y otros creían que lo único rescatable de la cinta eran sus grandiosas canciones.